# ESPN America
A ESPN America foi um canal europeu de desporto da propriedade da ESPN Inc. dedicado a transmitir desportos norte-americanos, como basebol, futebol americano, hóquei no gelo, entre outros, para a o Velho Continento. As transmissões incidiam-se sobretudo nas maiores ligas de desporto dos Estados Unidos e do Canadá como a MLB (Major League Baseball), a NHL (National Hockey League), a NFL (National Football League), a NCAA (National Collegiate Athletic Association), a NBA (National Basketball Association), entre outros. O canal foi comprado pela ESPN em Março de 2007 e até 1 de Fevereiro de 2009, era conhecido como NASN, acrónimo para North American Sports Network.
Existiam duas emissões separadas: ESPN America UK, para o Reino Unido e Irlanda, e ESPN Europe, para o resto da Europa.
O canal chegou a Portugal com o serviço da TVTel .
As emissões para a Europa foram interrompidas dia 31 de Julho de 2013.